# Сергей Дягилев
Сергей Павлович Дягилев (на руски: Серге́й Па́влович Дя́гилев), наричан още и Серж, е прочут руски театрален и балетен импресарио.
Той е основател (1911) на една от най-прочутите балетни трупи за всички времена – Ballets russes („Руският балет на Дягилев“), който триумфира 20 сезона по най-важните сцени по света и в който участват Вацлав Нижински, Михаил Фокин и ред други знаменити хореографи и танцьори. Стремежът на Дягилев е да покаже красотата на класическия танц, но и да излезе извън познатите граници.
Умира на 19 август 1929 г. след като продължително страда от диабет и е погребан в православната част на острова-гробище Сан Микеле (Венеция).